# Rio Linta

Rios de Madagascar

O rio Linta é um rio do sul de Madagascar, na região de Atsimo-Andrefana. Ele desagua no Oceano Índico.